# Macrocentrus longicornutus
Macrocentrus longicornutus är en stekelart som beskrevs av Haeselbarth 1978. Macrocentrus longicornutus ingår i släktet Macrocentrus och familjen bracksteklar. Inga underarter finns listade i Catalogue of Life.